# 11. Rundfunk-Urteil
Das 11. Rundfunk-Urteil des Bundesverfassungsgerichtes vom 20. Februar 1998 (Fundstelle: BVerfGE 97, 298 Extra Radio Hof) bezeichnet in der deutschen Rechtswissenschaft das elfte in einer Reihe von Urteilen des Bundesverfassungsgerichts zur Rundfunkfreiheit. Das Urteil erklärte die Grundrechtsfähigkeit privater Rundfunkveranstalter.

## Sachverhalt
In Bayern sind aufgrund von Art. 111a der bayerischen Verfassung private Rundfunkprogramme verboten. Private Rundfunkveranstalter dürfen Programme nur in Trägerschaft der Bayerischen Landeszentrale für neue Medien (BLM) veranstalten.
Das Programm extra-radio aus Hof sendete seit 1987 zeitpartagiert mit dem Programm Radio Euroherz. Die BLM wollte dies beenden, allerdings weigerte sich extra-radio, mit dem anderen Sendepartner zusammenzuarbeiten, sodass die BLM im Jahr 1992 die Frequenz alleine Radio Euroherz zuteilte. Der Antrag auf einstweiligen Rechtsschutz vor dem Verwaltungsgericht Bayreuth hatte zunächst keinen Erfolg, die Beschwerde vor dem Bayerischen Verwaltungsgerichtshof hingegen war erfolgreich, das Gericht verpflichtete die BLM dazu, das Programm bis zur Entscheidung in der Hauptsache weitersenden zu lassen. Hiergegen legte die BLM Verfassungsbeschwerde beim Bayerischen Verfassungsgerichtshof ein. Dieser hob die Entscheidung des Verwaltungsgerichtshofs auf, weil sie gegen die bayerische Verfassung verstoße; private Rundfunkveranstalter könnten sich bei Entscheidungen der BLM lediglich auf einen Verstoß gegen das Willkürverbot berufen und hätten ansonsten keine Rechte.
Gegen diese Entscheidung legte extra-radio Verfassungsbeschwerde beim Bundesverfassungsgericht ein. Nicht alleine die BLM sei grundrechtsfähig und habe damit die völlige Macht über ihre Entscheidungen, sondern auch die einzelnen privaten Rundfunkveranstalter selbst. Insofern verstoße die Entscheidung gegen die Rundfunkfreiheit. Per einstweiliger Anordnung verpflichtete das Bundesverfassungsgericht die BLM, extra-radio bis zur Entscheidung in der Hauptsache weitersenden zu lassen.

## Zusammenfassung des Urteils
Das Grundrecht der Rundfunkfreiheit stehe grundsätzlich allen natürlichen und juristischen Personen zu, die Rundfunkprogramme veranstalten. Das gilt auch in Bayern, weil nicht die BLM selbst, sondern die einzelnen Rundfunkveranstalter Rundfunkprogramme veranstalten. Dies gilt auch, wenn tatsächlich noch kein Rundfunkprogramm veranstaltet wird, aber eine Bewerbung um eine Sendelizenz bei der zuständigen Landesmedienanstalt vorliegt. Das Grundrecht kann insofern auch gegen die BLM selbst geltend gemacht werden.
Die BLM hat demnach keine völlige Entscheidungsmacht, gegen die Rundfunkveranstalter lediglich einen Verstoß gegen das Willkürverbot geltend machen könnten, und darf ihnen auch keine Grundrechte vorenthalten. Insofern verstößt die Entscheidung des Bayerischen Verwaltungsgerichtshofs gegen das Grundrecht der Rundfunkfreiheit.

## Aus den Gründen
- S. 55: „Die Rundfunkfreiheit ist in ihrem Kern Programmfreiheit. Sie gewährleistet, daß der Rundfunk frei von externer Einflußnahme entscheiden kann, wie er seine publizistische Aufgabe erfüllt. Daher steht das Grundrecht ohne Rücksicht auf öffentlichrechtliche oder privatrechtliche Rechtsform, auf kommerzielle oder gemeinnützige Betätigung jedenfalls allen natürlichen und juristischen Personen zu, die Rundfunkprogramme veranstalten.“
- S. 60: „Tatsächlich sind indessen die privaten Anbieter die alleinigen Produzenten des Programms. Weder die BLM noch die Betriebsgesellschaften stellen eigene Programme her. Sie stellen auch nicht etwa aus privaten Angeboten Programme zusammen. Mit Ausnahme des landesweiten Hörfunkprogramms liefern die privaten Anbieter nicht nur einzelne Beiträge, sondern in Übereinstimmung mit dem Gesetz regelmäßig ganze Programme. Dementsprechend verlangt das Gesetz vom Bewerber die Vorlage einer Programmbeschreibung und eines Programmschemas. Die Programme werden auch nicht etwa im Auftrag oder nach Weisung der BLM erstellt. Die Anbieter haben vielmehr im Rahmen der gesetzlichen Vorgaben Gestaltungsfreiheit. Die Aufgabe der BLM beschränkt sich darauf, Programmangebote Privater zu genehmigen. Das ausgestrahlte Programm unterliegt dagegen nicht der Genehmigung der BLM und ist ihr vor der Ausstrahlung auch nicht bekannt. Ebensowenig tritt sie nach außen als Programmträgerin in Erscheinung. Die zugelassenen Programme werden unter der Bezeichnung der privaten Anbieter ausgestrahlt.“
- S. 64/65: „Die Reichweite des Grundrechtsschutzes in personeller wie gegenständlicher Hinsicht hängt wesentlich von den Gefahren ab, die dem grundrechtlichen Schutzgut drohen. Die Gefahr der Einflußnahme auf die im Kern der Grundrechtsgarantie stehende Programmfreiheit ist bei der Auswahl der Bewerber besonders groß. Übersteigt die Bewerberzahl die Sendekapazitäten, läßt sich nicht ausschließen, daß die Einstellung zu dem angebotenen Programm in die Auswahlentscheidung einfließt oder daß Bewerber schon im Vorfeld inhaltliche Anpassungen vornehmen, von denen sie sich eine Erhöhung ihrer Zulassungschancen versprechen. Das gilt nicht nur für die erstmalige Auswahl, sondern auch für die Erneuerung einer Lizenz nach Ablauf einer Sendeperiode. [...] Ebenso wie sich die bereits zugelassenen Rundfunkveranstalter hinsichtlich der ihnen eingeräumten Rechtsposition auf den Schutz der Rundfunkfreiheit berufen können, müssen daher auch die Bewerber das Grundrecht bezüglich der verfassungsrechtlich gebotenen Auswahl- und Zulassungsregeln geltend machen können, die die Rundfunkfreiheit in der Bewerbungssituation sichern.“
- S. 70: „Dem Bayerischen Verfassungsgerichtshof war es danach zwar unbenommen, Art. 111 a BV im Sinn eines Verbots unmittelbarer privater Trägerschaft von Rundfunk in Bayern auszulegen. Ferner war es ihm unbenommen, das Medienerprobungs- und -entwicklungsgesetz für vereinbar mit Art. 111 a BV zu erklären. Doch durfte er nicht den privaten Rundfunkanbietern, die sich auf der Grundlage dieses Gesetzes um Zulassung zu einer Tätigkeit bewarben, die sich der Sache nach als Rundfunkveranstaltung im Sinn von Art. 5 Abs. 1 Satz 2 GG erweist, den Schutz dieses Grundrechts vorenthalten. Es mußte vielmehr bei der Auslegung und Anwendung von Art. 111 a BV beachtet werden. Damit ist es unvereinbar, Art. 111 a BV den Sinn zu geben, daß Zulassungsbewerber nur geltend machen können, die BLM habe bei der Auswahl der Anbieter den Gleichheitssatz und das darin verankerte Willkürverbot verletzt.“

## Folgen des Urteils
extra-radio erhielt zwar keine weitere Lizenz von der BLM mehr, konnte aber auf Grundlage dieses Urteils dennoch weitersenden. Erst im Jahr 2001 erteilte die BLM extra-radio wieder eine Lizenz.